# Зигфрид фон Виндиш-Грец
Зигфрид (Зайфрид) фон Виндиш-Грец (на немски: Siegfried (Seyfried) von Windisch-Graetz) е господар на Виндиш-Грец (днес Словен градец, Словения) в Австрия.

## Биография
Роден е около 1485 година. Той е син на господар Якоб фон Виндиш-Грец (1443 – 1516) и съпругата му Мария Граднер фон Еглизау († сл. 1502), дъщеря на Георг фон Граднер (* ок. 1415). Потомък е на Херман II фон Виндиш-Грец († 1329), градски съдия в Грац (fl. 1299), и съпругата му Маргарета († сл. 1299). Брат му Освалд е в книгата на император Максимилиан I като участник в турнири и маскаради.
Зигфрид умира на 2 февруари 1541 г. Погребан е във фамилната гробница на Виндиш-Грец в замък Егенберг, или във фамилната крипта на замък Виндиш-Грец в Хаазберг (Хошперк) в Карниола.
На 7 юли 1551 г. крал (по-късният император) Фердинанд I издига синовете му Якоб II и Себастиан с ранг фрайхер (барон), заедно с техните братовчеди Еразмус II и Панкрац, синовете на Кристоф I фон Виндиш-Грец († 1549). На 18 май 1822 г. родът е издигнат на князе.

## Фамилия
Зигфрид фон Виндиш-Грец се жени 1512 г. за Афра Грасвайн († 1553), дъщеря на Вилхелм Грасвайн (* ок. 1459) и Афра Винклер (* ок. 1463). Те имат осем деца:
- Себастиан (1517 – 1579), става фрайхер 1551 г., женен I. за Катарина фон Раубер († 1560), II. за Анна фон Щадел цу Лихтенег, III. за Анна фон Вайтмозер, IV. за Анна Шрот фон Киндберг
- Елизабет (1519; † сл. 10 ноември 1562/8 февруари 1575), омъжена на 5 март 1536 г. за фрайхер Филип Бройнер цу Щубинг (* 1498/1500; † 23 април 1556, Виена)
- Барбара (* ок. 1520; † 9 август 1580, Линц), омъжена 1536 г. за фрайхер Леонхард IV фон Харах-Рорау (* 1514; † 27 юни 1590)
- Марта (* 1520), омъжена I. за Адам фон Трубенег, II. за фрайхер Йохан фон Тойфенбах (* 10 октомври 1515; † 1566)
- Юстина (Жозефина) (* ок. 1521; † ок. 4 декември 1567), омъжена за фрайхер Георг Тойфел фон Гундерсдорф († 4 декември 1578)
- Регина (1522 – 1550), омъжена I. за Каспар фон Радмансдорф († 1548), II. за Андреас фон Риндшайд
- Хелена (* ок. 1523), омъжена за Зигмунд Шрот фон Киндберг
- Якоб II (*1524; † 29 март 1577), става фрайхер 1551 г., женен на 2 март 1558 г. за фрайин Анна Мария Велцер-Ебершайн († 14 октомври 1580), вдовица на Кефенхюлер